# 935
Năm 935 là một năm trong lịch Julius.